# Castanoleberis
Castanoleberis is een geslacht van kreeftachtigen uit de klasse van de Ostracoda (mosselkreeftjes).

## Soorten
- Castanoleberis hsuehchan Hu & Tao, 2008
- Castanoleberis ovata Hu & Tao, 2008